# Peter Aerts (componist)
Peter Aerts (Kessel-Lo, 21 juni 1912 — Stekene, 6 februari 1996) was een Belgisch-Vlaamse componist. Aerts is voornamelijk gekend voor zijn liederen en zijn orkestraties van werken van Jef van Hoof.

## Composities
Aerts zette Vlaamse, Engelse Franse, Zuid-Afrikaanse en Nederlandse liederen op muziek.

### Liederen
- Schoon lief, hoe ligt gij hier en slaapt
- Moederken
- Droefgeestigheid
- In Flanders Fields

### Koorwerken
- Uchtend-Hymne (1979), werd in 1955 bekroond met de Provinciale Prijs voor Muziek van de provincie Oost-Vlaanderen[3]

### Opera
- Groen en Grijs (1953)

### Overige
- Missa Angelorum
- Beiaardcompositie Metamorfozen (1978), won de Prijs voor Beiaardcompositie van de stad Mechelen[3]

## Opnames
- Peter Aerts: Liederen (2016, cd in eigen beheer) gezongen door Ann De Renais en aan de piano begeleid door Daniël Schoyens
- In Flanders Fields vol. 97 (2017, Phaedra) gezongen door Peter Gijsbertsen en begeleid door de Württembergische Philharmonie Reutlingen onder leiding van Dirk Vermeulen